# ガラクトース-1-デヒドロゲナーゼ
ガラクトース-1-デヒドロゲナーゼ（galactose 1-dehydrogenase）は、次の化学反応を触媒する酸化還元酵素である。
D-ガラクトース + NAD+ {\displaystyle \rightleftharpoons } D-ガラクトノ-1,4-ラクトン + NADH + H+
反応式の通り、この酵素の基質はD-ガラクトースとNAD+、生成物はD-ガラクトノ-1,4-ラクトンとNADHとH+である。
ガラクトース代謝の酵素群の一つであり組織名はD-galactose:NAD+ 1-oxidoreductaseである。別名にD-galactose dehydrogenase, β-galactose dehydrogenase, NAD+-dependent D-galactose dehydrogenaseがある。